# Vestfold
Vestfold je kraj a historické území na jihu Norska v regionu Østlandet. Správním centrem území je město Tønsberg. Počet obyvatel dosáhl roku 2015 k 242 662. Rozloha kraje je 2216 km².
Vestfold hraničí na západě s krajem Telemark a na severu s krajem Buskerud. Na východě sousedí v Oslofjordu s Østfoldem. Územím protéká od severu k jihu řeka Lagen. Krajem při pobřeží vede silnice E18 z Oslo do Porsgrunnu, Arendalu a Kristiansandu. Od 1. ledna 2020 do 31. prosince 2023 kraj neexistoval, byl sloučen do kraje Vestfold a Telemark, od 1. ledna 2024 byl znovuobnoven.

## Obce
- Holmestrand
- Horten
- Larvik
- Tønsberg
- Sandefjord
- Færder